# Moby Grape
Moby Grape es un grupo de rock estadounidense de los años 60, conocidos por la colaboración de todos sus miembros en la composición, así como a la hora de cantar las canciones, y que mezclaron elementos de diferentes estilos musicales como folk, blues, country y jazz, junto con el rock y la música psicodélica. Debido a la fuerza de su primer álbum, muchos críticos consideran a Moby Grape uno de los mejores grupos de rock que surgió de la escena musical de San Francisco a finales de los sesenta. El grupo sigue tocando de forma ocasional. Tal y como ha dicho Jeff Tamarkin, "La saga de los Grape es de un potencial desaprovechado, de decisiones absurdamente equivocadas, mala suerte y errores garrafales, acompañadas por parte del mejor rock and roll en surgir de San Francisco. Moby Grape podían haberlo conseguido, pero se quedaron en nada, y menos"

## 1966-1967: Gran talento y promoción exagerada
El grupo se formó a finales de 1966 en San Francisco, por parte de Skip Spence y Matthew Katz. Ambos habían estado asociados previamente con Jefferson Airplane, siendo Spence su primer batería, y haber tocado en su primer álbum, Jefferson Airplane Takes Off, y Katz su mánager, aunque ambos habían sido despedidos por el grupo. Katz animó a Spence a formar un grupo similar a Jefferson Airplane, con composiciones variadas y un trabajo vocal compartido por varios miembros, y con Katz como mánager. De acuerdo con Peter Lewis, "Matthew (Katz) introdujo el espíritu conflictivo en el grupo. Él no quería una asociación en términos de igualdad. Lo quería todo".
Según se determinó judicialmente, el nombre del grupo había sido aportado por Bob Mosley y Spence, y era la respuesta al chiste "¿Qué es grande y púrpura y vive en el océano?". El guitarrista Jerry Miller y el batería Don Stevenson (ambos exmiembros de The Frantics, originalmente procedentes de Seattle) se unieron al guitarrista (e hijo de la actriz Loretta Young) Peter Lewis (de The Cornells), al bajista Bob Mosley (de The Misfits, procedentes de San Diego) y Spence, ahora guitarrista en lugar de batería. Jerry Miller y Don Stevenson habían trasladado a The Frantics de Seattle a San Francisco después de conocer en 1965 a Jerry Garcia, que estaba tocando con The Warlocks en un bar de Belmont. García les animó a trasladarse a San Francisco. Cuando The Frantics se hubieron asentado en San Francisco, Mosley se unió al grupo.
A pesar de que Jerry Miller era el principal guitarrista solista, los tres guitarristas tenían sus partes solistas y a menudo mezclaban sus partes en un estilo asociado con Moby Grape denominado "crosstalk" o "conversación cruzada". El otro grupo importante con tres guitarristas en aquel momento era Buffalo Springfield. La música de Moby Grape ha sido descrita por Geoffrey Parr de la siguiente forma: "Ningún otro grupo de rock and roll ha sido capaz de utilizar un trío de guitarras de una forma tan efectiva como consiguieron hacer Moby Grape en su disco Moby Grape. Spence toca un estilo de guitarra rítmica que sobresale en todo el disco. Lewis, mientras tanto, era un muy buen guitarrista en general y sobre todo con los punteos, tal y como se muestra en muchas canciones. Y por último estaba Miller... La forma en que construyeron sus partes y tocaron juntos en Moby Grape no es comparable con nada que haya oído en mi vida. Las guitarras son como un collage de sonido en que todo tiene sentido".
Todos los componentes escribieron canciones e hicieron partes vocales, tanto solistas como de coros en su disco de debut 'Moby Grape (1967. Mosley, Lewis y Spence generalmente compusieron solos, mientras que Miller y Stevenson en general compusieron juntos. En 2003, Moby Grape fue considerado el número 121 en la lista de los 500 Mejores Discos de Todos los Tiempos por la revista Rolling Stone. El afamado crítico de Rock Robert Christgau lo incluyó en la lista de los 40 Discos Esenciales de 1967. En 2008, la canción "Omaha" de Skip Spence, que aparece en el primer disco de Moby Grape, fue incluida en la lista de las "100 Mejores Canciones de Guitarra de Todos los Tiempos", elaborada por la revista Rolling Stone, en la posición 95. Se describió a dicha canción de la siguiente forma: "En su mejor single, Jerry Miller, Peter Lewis y Skipe Spence compiten en una batalla de guitarras durante dos minutos y cuarto, cada uno de ellos atacando la canción desde diferentes ángulos, sin que ninguno ceda ante los demás".
En una maniobra publicitaria, Columbia Records inmediatamente editó cinco singles de golpe, y él se consideró que el grupo estaba siendo promocionado en exceso. Esto ocurrió en un momento en que las principales compañías de discos estaban dando niveles de promoción sin precedentes a lo que en esos momentos eran considerados géneros musicales contraculturales. De todas formas, el disco fue aclamado por la crítica y tuvo bastante éxito comercial, con The Move versionando la canción "Hey Grandma" (una composición de Miller-Stevenson) en su primer disco. Más recientemente, "Hey Grandma" fue incluida en la banda sonora de la película de Sean Penn y Nicole Kidman, La intérprete (2005), y ha sido versionada por The Black Crowes en su disco Warpaint Live (2009). "Omaha", compuesta por Spence, fue la única en alcanzar las listas de éxitos, en el número 88 en 1967. "8:05" de Miller y Stevenson, se convirtió en un clásico del country rock (versionada por Robert Plant, Guy Burlage y otros).
A mediados de junio de 1967, Moby Grape actuaron en el legendario Monterey Pop Festival. Debido a ciertas disputas legales y de representación el grupo no fue incluido en la película del festival (realizada por D.A. Pennebaker). Tanto la grabación de audio como de vídeo de dicha actuación siguen sin editarse, supuestamente debido a que Matthew Katz reclamó un millón de dólares por los derechos. Según Peter Lewis, "[Katz] dijo a Lou Adler que debía pagarnos un millón de dólares para filmarnos en el Monterey Pop Festival. Por eso, en lugar de hacernos actuar la noche del sábado antes de Otis Redding, nos pusieron la tarde del viernes cuando el recinto estaba vacío". Las secuencias grabadas de Moby Grape se mostraron en el 2007 como parte de la celebración del 40 aniversario de dicha filmación. Jerry Miller recuerda que Laura Nyron abrió para Otis Redding en lugar de Moby Grape, "porque todo el mundo estaba discutiendo. Nadie quería tocar primero y yo dije que por mí estaba bien". Además de la publicidad negativa, los miembros del grupo se encontraron metidos en problemas legales por acusaciones (posteriormente desestimadas) de mantener relaciones con menores, y las relaciones del grupo con su mánager se deterioraron rápidamente.

## 1968: Menos éxito, caída de Spence
El segundo disco, Wow/Grape Jam, editado en 1968, fue visto de forma generalizada como una decepción tanto a nivel de crítica como comercial, a pesar de que el disco alcanzó el puesto 20 en la lista Billboard, debido en parte al formato de disco doble por el precio de uno. A pesar de que añadieron una sección de cuerda y viento en Wow, su sonido básico era el mismo que en su disco de debut, harmonías compactas, guitarras múltiples, composiciones imaginativas, y un gran nivel musical. El disco incluía la canción "Just Like Gene Autry, a Foxtrot", un tributo a la música de big band y salas de baile que solo sonaba bien tocada al revés a una velocidad de 78 RPM.
El LP Grape Jam fue producto de improvisadas jams de estudio con músicos externos; esto le quitaba méritos respecto a las mejores melodías de Wow, como "Can't Be So Bad". Además, en 1968, el grupo contribuyó a la banda sonora de la película The Sweet Ride, y aparecieron en los créditos de la misma.
Spence nunca volvió a ser el mismo, supuestamente tras consumir grandes cantidades de LSD (ver también las biografías de Peter Green, Syd Barrett y Roky Erickson). En palabras de Miller: "Skippy cambió radicalmente cuando fuimos a New York. Allí había gente metida en drogas más duras y un estilo de vida más extremo, y rollos muy raros. Y él se asoció de alguna forma con dicha gente. Skippy despareció durante un tiempo. La siguiente vez le vimos, se había cortado la barba, y llevaba una chaqueta de cuero negra, enseñando pecho, con algunas cadenas y sudando como un cerdo. No sé en qué estaba metido, tío, pero le había dado fuerte. Y lo siguiente que sé es que echó abajo a hachazos la puerta de mi habitación en el Albert Hotel. Dijeron en recepción que había amenazado con un hacha al portero". Tras pasar algún tiempo en prisión en New York, Spence fue recluido en el hospital Bellevue en New York, donde pasó seis meses recibiendo atención psiquiátrica.
Existe el mito de que el día de su salida, cuando Skip abandonó Bellevue, se subió a una moto vestido únicamente con su pijama, y se dirigió directo a Nashville para grabar "Oar". la ex mujer de Skip, Pat, dice que lo primero que hizo Skip fue ir a su casa, en la zona de Santa Cruz, y toda la familia se trasladó a Nashville junta. En Nashville, Skip grabó sú único disco en solitario Oar, en que tocó todos los instrumentos además de producirlo.
Los recuerdos de Peter Lewis sobre aquella época son los siguientes: "Teníamos que grabar (el disco) en New York porque el productor (David Rubinson) quería estar con su familia. Así que tuvimos que dejar a nuestras familias y pasar algunos meses en habitaciones de hotel en New York. Finalmente abandoné y me marché a California. Recibí una llamada de teléfono al cabo de un par de días. Habían tocado en el Fillmore East sin mí, y Skippy se había marchado con alguna hechicera después, que le había llenado de ácido. Fue como aquella escena en la película de los Doors. Pensaba que era una especie de Anticristo. Trató de tirar a hachazos la puerta de la habitación del hotel para matar a Don [Stevenson] para salvarse a sí mismo. Fue al piso 52 del edificio CBS donde tuvieron que reducirle a la fuerza. Y Rubinson presentó cargos en su contra. Le llevaron a prisión (y luego a Bellevue) donde compuso Oar. Cuando salió de allí, hizo ese disco en Nashville. Y ese fue el final de su carrera. Le llenaron de Thorazine durante seis meses. Así te sacan de la circulación".

## 1969-1971: Decaimiento; Marcha y vuelta de Mosley, vuelta y marcha de Spence
Tras la marcha forzada de Spence, los cuatro miembros restantes continuaron grabando durante 1968 y editaron Moby Grape '69 en enero de 1969. La canción "Seeing" de Spence (también conocida como "Skip's Song") fue terminada por los cuatro, y es una de las más destacadas. A pesar de los esfuerzos colaborativos para terminar la canción, los créditos fueron únicamente a Spence. Mosley y Lewis compusieron algunas de sus mejores canciones para dicho álbum. Entonces Bob Mosley abandonó el grupo, sorprendiendo al resto de miembros al unirse a los Marines. Los otros tres grabaron su último disco para Columbia, Truly Fine Citizen, a finales de 1969.
Miller y Stevenson formaron entonces The Rhythm Dukes, a los que se unió posteriormente Bill Champlin. El grupo consiguió cierto éxito como grupo de segunda fila durante el período de 1969 a 1971, aunque grabaron un único disco, que fue editado finalmente en 2005.
Los cinco miembros originales se volvieron a reunir en 1971 y editaron 20 Granite Creek para Reprise Records, antes de que Spence se marchase nuevamente y el grupo volviese a separarse. El grupo hizo algunos conciertos para apoyar el disco, en concreto, durante los últimos días del Fillmore East. Estos conciertos fueron descritos por crónicas de la época como desastrosos, y las grabaciones que circulan hacen poco para desmentirlo. Esos conciertos son destacables, de todas formas, debido a la inclusión de material que no había aparecido en los discos. Mosley contribuyó con "When You're Down the Road" y "Just a Woman", Lewis con "There Is No Reason", y Spence aportó "We Don't Know Now" y "Sailing", una canción que quedaría en el olvido hasta que Spence la tocó con Moby Grape en un concierto en Palookaville en 1996. También tocaron canciones que habían sido descartadas "20 Granite Creek". En uno de los conciertos en el Fillmore East Mosley hizo una versión a capella de "Ode to the Man at the End of the Bar".

## Años 70 y 80: Grabaciones esporádicas y reunificaciones
Tras la nueva marcha de Spence, el resto de miembros se mantuvieron durante algunos años, y posteriormente se reunieron en diversas ocasiones, con o sin Spence. Bob Mosley y Jerry Miller, junto con Michael Been a la guitarra rítima (posteriormente en The Call) y John Craviotto a la batería, grabaron un LP editado en 1976 con el nombre de Fine Wine con Polydor Records en Alemania. Posteriormente, Mosley y Craviotto se unieron con Neil Young para formar The Ducks, que tocaron en la zona de Santa Cruz durante 1977, y fueron muy populares durante la breve existencia como grupo.
En el verano de 1987 Moby Grape, junto con It's a Beautiful Day, Fraternity of Man, y Strawberry Alarm Clock, se unieron para realizar un par de conciertos. Los miembros originales: Jerry Miller, Peter Lewis, Bob Mosley, Skip Spence y Don Stevenson tocaron sus clásicos "Hey Grandma", "Naked If I Want", "Omaha", "Fall on You" y "805", además de otras en el Marin Civic and Cupertino's DeAnza College. A pesar de continuar tocando de forma ocasional, el grupo nunca ha vuelto a tener los niveles de popularidad que había alcanzado en el pasado.
Fine Wine fue uno de los diversos nombres que se barajaron para substituir a Moby Grape durante las prolongadas disputas legales mantenidas con su antiguo mánager Matthew Katz, por los derechos de dicho nombre. Otros nombres usados para conciertos y grabaciones incluyeron Mosley Grape, Legendary Grape y The Melvilles. El disco Legendary Grape, editado en 1989, es considerado por algunos como una grabación de The Melvilles. Esto es debido a que, a pesar de que fue editado como Moby Grape únicamente en cinta, el antiguo mánager Matthew Katz tomó medidas legales, en relación a su supuesta propiedad del nombre. La cinta fue retirada, reempaquetada y editada como The Melvilles. A pesar de que Jerry Miller, Bob Mosley y Peter Lewis siguieron editando discos en solitario en los 90 y 2000, Moby Grape no ha editado ningún disco con material nuevo desde Legendary Grape en 1989. Jerry Miller considera la versión remasterizada y con material extra de Legendary Grape (editada en 2003), como un disco esencial de Moby Grape.

## Finales de los 90: Reediciones yMaterial Antiguo
El disco de debut y Wow/Grape Jam fueron editados por vez primera en CD a finales de los 80 por el sello San Francisco Sound Records, una compañía propiedad del antiguo mánager, Matthew Katz. Estas ediciones tenían un sonido mediocre y un diseño pobre. Está en disputa el hecho de que Moby Grape nunca han sido compensados de forma adecuada por las grabaciones editadas por esta compañía. El disco doble Vintage: The Very Best of Moby Grape (1993, Legacy Records), incluye todo el primer disco y la mayor parte de Moby Grape '69, algunas canciones de Wow y Truly Fine Citizen, así como algunos descartes de estudio y versiones alternativas, con una mejor calidad de sonido. Esta recopilación atrajo nueva atención sobre el grupo y ayudó a reintroducir su música a nuevas audiencias.

## La sombra de Matthew Katz; control sobre el nombre y las canciones; 2007 y posterior
El éxito de Moby Grape fue significativamente frenado por décadas de disputas legales con su antiguo mánager, Matthew Katz. Las dificultades legales se originaron poco después de la formación del grupo, cuando Matthew Katz insistió en que se añadiesen nuevas disposiciones en su contrato, lo que le daba la propiedad del nombre del grupo. En ese momento, varios miembros estaban endeudados con Katz, que había pagado sus apartamentos así como varios gastos antes de que el grupo editase su primer disco. A pesar de las objeciones, los miembros del grupo firmaron, basándose en parte en la impresión de que no habría más apoyo financiero por parte de Katz, a no ser que lo hiciesen. Neil Young, entonces con Buffalo Springfield, estaba en la habitación en aquel momento, con la cabeza gacha, tocando su guitarra, y sin decir nada. Según Peter Lewis, "Creo que Neil sabía, incluso entonces, que aquello era el final. Nos metimos en este asunto que deberíamos haber sabido mejor.La disputa con Katz se hizo más aguda después de que los derechos de los mmiembros del grupo hacia sus canciones, así como su propio nombre, fuesen cedidos en 1973, en un acuerdo realizado sin su conocimiento entre Katz y el mánager de Moby Grape (y antiguo productor) en ese momento, David Rubinson. Fue también un acuerdo realizado en un momento en que Bob Mosley y Skip Spence fueron reconocidos de forma generalizada como legalmente incapacitados debido a los efectos de la esquizofrenia.
En 1994, los miembros del grupo iniciaron acciones contra Matthew Katz, Sony y CBS (siendo Sony la corporación sucesora de Columbia Records), con la intención de anular el acuerdo. Este acuerdo de 1973 implicaba que los miembros del grupo no recibirían ningún derecho de autor del exitoso Vintage: The Best of Moby Grape, que Sony había editado como parte de su Legacy Records Series en 1993. Al inicio del proceso, Bob Mosley había vivido como un sin techo en San Diego desde principios de los 90, mientras que Skip Spence vivía en una residencia en norte de California. La producción del álbum Vintage se paró. En 2006, tras tres décadas de batallas legales, la banda finalmente recuperó su nombre.
En septiembre de 2007, una nueva reunión de Moby Grape tocó para más de 40 000 fanes en el 40 Aniversario del Verano del Amor, celebrado en el Golden Gate Park de San Francisco. En octubre de 2007, Sundazed Records, reeditó los cinco primeros discos de Moby Grape (con contenidos extra) en CD y vinilo. Al mes siguiente, el sello se vio obligado a anular la edición de Moby Grape, Wow y Grape Jam, tanto en CD como en vinilo, debido a una nueva demanda por parte del antiguo mánager Katz. Sundazed indicó en su página web que fueron obligados a retirar los tres discos por Sony BMG Music Entertainment (herederos del sello original del grupo, Columbia), de quienes había obtenido la licencia Sundazed. Estos acontecimientos han supuesto un duro revés emocional para Bob Mosley.

## Ediciones posteriores
Tras la anulación de Vintage, Sony editó Cross Talk: The Best of Moby Grape (2004), seguido de Listen My Friends! The Best of Moby Grape (2007). Legendary Grape fue editado por vez primera en CD por Dig Music en 2003. En 2009, Sundazed Music editó The Place and the Time, una colección de dos discos con tomas alternativas, versiones en directo y material previamente no editado. En febrero de 2010 Sundazed editó el primer disco en directo oficial de Moby Grape en vinilo y CD.

## Aficionados con gran dedicación: discos de tributo
Moby Grape ha sido objeto de cinco discos de tributo promovidos por sus aficionados, en los que las canciones del grupo son versioneadas por aficionados del grupo. Las series comenzaron con Mo'Grape (2000) y Even Mo'Grape (2002) y han seguido con Still Mo' grape, Forever Mo y Just Say Mo.

## El grupo en la actualidad
Sin techo durante años y con una prolongada enfermedad mental, alcoholismo y multitud de problemas de salud, Skip Spence, de todas formas, experimentó una remarcable mejor en su vida doméstica durante sus últimos años de vida, antes de morir por un cáncer pulmonar en 1999, días antes de su 53 aniversario.
De los cuatro miembros supervivientes, dos aún tocan de forma regular. Jerry Miller como artista en solitario y como miembro de la Jerry Miller Band. En 2003 Jerry fue considerado el número 68 en el ranking de los "100 Mejores Guitarristas de Todos los Tiempos" por la revista Rolling Stone, algo remarcable para tratarse de un guitarrista que nunca ha conseguido la fama. Peter Lewis editó un magnífico disco de debutó en 1995 en forma de dúo acústico con David West (editado como Live in Bremen, 2003). Lewis también pasó tres años (2000-2003) como guitarrista de los reformados Electric Prunes, contribuyendo en el disco Artifact (2002) del grupo. La reubicación de Bob Mosley a la zona de Santa Cruz ha sido destacable debido a su participación semanal como invitado junto con el veterano artista de country Larry Hosford, un fiel de la escena musical de Santa Cruz, y en duetos ocasionales con el antiguo teclista de los Doobie Brothers, Dale Ockerman.
Don Stevenson, que ha colaborado en actuaciones ocasionales con Moby Grape, tiene negocios fuera de la industria musical, incluido la venta de propiedades de renta compartida en Whistler, British Columbia, Canadá, donde vive.
Moby Grape siguen actuando de forma ocasional, tocando con los miembros centrales Jerry Miller, Bob Mosley y Peter Lewis y en ocasiones con el hijo de Skip Spence (Omar) como cantante y el hijo de Jerry Miller (Joseph) a la batería. Se inició la grabación de un nuevo disco en 2009, tras la edición de The Place and the Time, una colección de demos, outtakes, versiones alternativas y material no editado, de la década de los 60, que tuvo buena acogida. En 2010, Don Stevenson, Jerry Miller y Omar Spence actuaron en el festival musical South by Southwest, mientras que Peter Lewis apareció por separado.

## Discografía
Contiene la posición alcanzada en Billboard (BB) y Cashbox (CB).

### Sencillos
- Changes / Fall On You—Columbia 44170—1967
- Sitting By The Window / Indifference (versión de 2:46) -- Columbia 44171—1967
- 8:05 / Mister Blues—Columbia 44172—1967
- Omaha (BB #88, CB #70) / Someday—Columbia 44173—1967
- Hey Grandma (BB #127, CB #94) / Come In The Morning—Columbia 44174—1967
- Can't Be So Bad / Bitter Wind—Columbia 44567—1968
- If You Can't Learn From My Mistakes / Trucking Man—Columbia 44789—1969
- Ooh Mama Ooh / It's A Beautiful Day Today—Columbia 44885—1969
- Gypsy Wedding / Apocalypse—Reprise 1040—1971
- Goin' Down To Texas / About Time—Reprise 1055—1971
- Gone Fishin' / Gypsy Wedding—Reprise 1096—1972

### LP
- Moby Grape (BB #24, CB #31) -- Columbia CL 2698 (Mono)/CS 9498 (Stereo) -- 1967
- Wow/Grape Jam (BB #20, CB #13) -- Columbia CS 9613 y MGS 1—1968
- Wow/Grape Jam -- Columbia CXS 3—1968

reedición de los dos discos
- Moby Grape '69 (BB #113) -- Columbia CS 9696—1969
- Truly Fine Citizen (BB #157) -- Columbia CS 9912—1969
- 20 Granite Creek (BB #177) -- Reprise RS 6460—1971
- Omaha -- Harmony KH 30392—1971
- Great Grape -- Columbia C 31098—1973
- Fine Wine Polydor German solo—1976 Polydor German solo (Bob Mosley, Jerry Miller, Michael Been, John Craviotto)
- Live Grape -- Escape ESA 1—1978 (Jerry Miller, Peter Lewis, Skip Spence)
- Moby Grape '84 San Francisco Sound—1984 (Miembros originales menos Skip Spence; también conocido como "Silver Wheels" o "The Heart Album")
- Murder In My Heart(Edsel, 1986) – Recopilatorio a partir de Wow, Moby Grape '69 y Truly Fine Citizen.
- Legendary Grape (1989) - solo en casete; miembros originales menos Skip Spence, grabado como The Melvilles
- Vintage: The Very Best of Moby Grape (Columbia/Legacy, 1993)
- Legendary Grape (Dig Music, 2003) - remasterizado en CD a partir de la edición en casete de 1989
- Crosstalk: The Best of Moby Grape (Sony International, 2004)
- Listen My Friends! The Best of Moby Grape (Columbia/Legacy, 2007)
- The Place and the Time (Sundazed, 2009)
- Live (Sundazed, 2010)